# Schlat
Schlat település Németországban, azon belül Baden-Württembergben. Lakosainak száma 1693 fő (2023. december 31.).

## Népesség
A település népessége az elmúlt években az alábbi módon változott:
| Lakosok száma | 1258 | 1400 | 1499 | 1538 | 1634 | 1700 | 1829 | 1781 | 1657 | 1693 |
|               | 1961 | 1967 | 1974 | 1980 | 1987 | 1993 | 2000 | 2006 | 2013 | 2023 |